# Charles Thibault (poète)
Pour les articles homonymes, voir Charles Thibault et Thibault.
Charles Thibault (Reims, 2 mars 1897 - Paris, 18 décembre 1965) est un poète champenois.

## Poésies
Le recueil de poèmes Belle-humeur, mon amour est sous-titré Rimes et Contrerimes, dans la lignée de Paul-Jean Toulet.  
Belle-Humeur sans pareille,

Belle-Humeur mon amour

est mon aube vermeille

et ma belle-de-jour,

mon jasmin, ma pervenche,

ma pêche de velours,

Le poète usait beaucoup de contrerimes.
Belle-Humeur adorée au soleil te dorant

et qui veut à ses feux te muer en Moresque, 

ciel ! te voici rôtie, ou presque,

à l'exemple de saint Laurent.

## Œuvres
- Contes de Champagne, Paris, Les Quatre Jeudis, 1959 couverture et illustrations de Suzanne Tourte, préface par Yves Gandon, postface par Paul Fort, commentaires ethnographiques par Jean Paquie et Charles Thibault Traduction japonaise par Kôji Watanabe (extraits) dans : Le conte populaire français, tome V, Tokyo, Chuo University Press, 2016, p.191-325.
- Belle-Humeur mon Amour, Les Quatre Jeudis, Paris, sd